# Историја Пећке патријаршије
Историја Пећке патријаршије обухвата историју Српске патријаршије, односно Српске православне цркве у периоду од 1346. до 1766. године. Као помесна црква у рангу патријаршије имала је својство аутокефалности, а седиште јој је било у Пећком манастиру. Основни наслов црквеног поглавара је гласио: архиепископ пећки и патријарх српски. Период постојања Пећке патријаршије представља једну од најзначајнијих епоха у историји Српске православне цркве.
Историја Пећке патријаршије дели се на три периода:
- Период првобитне Пећке патријаршије, од 1346. до 1463. године
- Период борбе за опстанак и обнову, од 1463. до 1557. године
- Период обновљене Пећке патријаршије, од 1557. до 1766. године

## Стварање Пећке патријаршије (1346)
Радом и утицајем Светог Саве и његових наследника на жичко-пећком престолу Српска православна црква у држави Немањића постала је врло важан чинилац, не само у религиозно-културном, него и у политичком животу српскога народа. Стога је сасвим природно, да је са јачањем политичке и економске моћи српске државе, упоредо растао и углед и снага Српске православне цркве. Када је краљ Душан, у напону своје политичке моћи, одлучио да се прогласи царем Срба и Грка, у исто време је и старешина православне цркве у његовој проширеној држави требало да добије наслов патријарха. Душана су на ту акцију покренули и нарочити политички разлози. Пре свега, по државо-правном схватању на Истоку, цар се није могао замислити без патријарха; осим тога, Душан се могао надати, да ће у освојеним грчким крајевима боље и лакше моћи да уравнотежи односе, ако као цар Срба и Грка буде у својој држави имао и патријарха, који ће, с формалне стране, достојно моћи заменити цариградског Васељенског патријарха у тим подручјима. За такав поступак имао је и канонску подлогу. По утврђеној пракси и канонским прописима, границе црквених подручја имале су се увек доводити у склад са државним границама. Према томе, цариградска патријаршија имала се ipso facto одрећи јурисдикције над епархијама које су отргнуте од Византије а припале су српској држави. Не знамо да ли је Душан освојивши грчке земље покушавао да у споразуму са Цариградском патријаршијом уреди црквене односе у њима, али је несумњиво, да цариградски патријарх, под влашћу Душановог политичког противника, није могао дати свој пристанак а још мање учествовати у подизању српске архиепископије на ниво патријаршије, кад је то ишло на штету државних и црквених интереса Византије. Стога је вероватније да Душан није ни предузимао кораке у томе правцу у Цариграду. За своје венчање на царство и за проглашење српске архиепископије патријаршијом он се обратио патријарху пријатељске бугарске царевине.
На државном сабору у Скопљу, на Цвијети 9/4. 1346, свечано је проглашен српским патријархом дотадашњи Пећки архиепископ, ранији логотет Душанов, Јоаникије II. На том сабору, осим цара и властеле из целе државе, присутни су били не само сви архиепископи, митрополити, епископи, игумани и други представници цркве из Пећке и Охридске архиепископије, него и из освојених подручја Цариградске патријаршије и Свете горе. Као гост присуствовао је сабору и бугарски трновски патријарх Симеон са својим епископима и другим вишим свештенством. Том приликом је решено, да неки угледни епископи у старим српским земљама, као скопски, призренски, зетски и рашки, добију наслов митрополита; скопски митрополит да се сматра првопрестолним, пошто је био у царевој престолници. Охридска архиепископија, која је сва ушла у састав српске царевине, остала је и даље аутокефална. Само је њен архиепископ морао признавати првенство части Пећком патријарху. Грчке епархије у новоосвојеним крајевима, које су раније потпадале под Цариградску патријаршију, подвргнуте су јурисдикцији Пећког патријарха, као и Св. Гора са својим привилегијама и имунитетима. Седам дана после проглашења патријаршије, на сам Васкрс 16. априла 1346, Бугарски патријарх Симеон, с новим Пећким патријархом Јанићијем II и Охридским архиепископом Николом, у присуству целога сабора, крунисао је Душана за цара Срба и Грка.

## Реорганизација
Ускоро се приступило реорганизовању цијеле српске цркве као патријаршије. Основане су нове епископије и потчињене новим митрополитима; тако је на пример основана нова епископија у манастиру Леснову и подвргнута је скопском митрополиту. Постављени су нови епископи на новоосноване или упражњене катедре по српским и грчким крајевима; обнављани су стари и подизани нови манастири.
Сам цар Душан провео је цијелу зиму 1347/48. на Св. Гори обдаривши манастире обилно, не само новцем и драгоцјеним предметима, него и земљама и селима по разним крајевима своје државе. Затим је и Душанов Законик, који је донесен и допуњен на саборима у Скопљу 1349. и у Серу 1354, донио врло важна наређења и за устројство Пећке патријаршије. Према Законику и другим изворима, Пећког патријарха бирали су државни сабори, састављени од црквене и свјетовне властеле, у споразуму с владаоцем, а епископе је постављао Архијерејски Сабор или Синод. Изабрани патријарх, као и ранији архиепископи, постављан је на пријестол Св. Саве и клицало му се: Многаја љета. Ословљаван је са Твоја Светост, а називан је и преосвећеним. Титула му је била: по милости Божјој архиепископ и патријарх свих српских и поморских земаља (неко вријеме, до смрти патријарха Саве IV, 1375. и патријарх Срба и Грка). Патријарх је имао свога логотета, канцелара, који је писао патријаршијске акте, потписивао их и печатио. Сами патријарси, као и охридски архиепископи, потписивали су се зеленим мастилом. Патријархов двор, као и царски, имао је нарочито азилно право. Патријархов углед био је врло велик. Владалац је свагда у његовом присуству полагао заклетву и звао га да лично учествује у свим важнијим државним пословима. Византски цар Јован Кантакузин забиљежио је, да је Душан гологлав излазио пред врховног старјешину своје цркве, прихватао коња под њим и помагао му да сјаше.
Пећка Патријаршија називана је још и великом црквом, а имала је, као и све њене митрополије и епископије, своја нарочита властелинства, села, људе и земље. Српска црква имала је тада, као и на Западу, потпуно феудалан карактер. Многи патријарси, архиепископи, епископи и игумани угледних манастира били су чланови владалачке куће или из реда властеле. Црквена имања била су заштићена нарочитим имунитетом и привилегијама. Тек од времена турских провала почели су владаоци да оптерећују црквена имања извјесним даћама.
По документацији Глас.срп.уч. др.т. 8 и 9 беогр. 1866 и 1867 год. у то време постојале су епископије:
- Дупничка са столицом епископа у Дупници
- Ихтиманска
- Самоковска у Самокову
- у Скопљу
- у Врању
- у Кривој Паланци
- у Тетову
- у Нишу
- у Хисару или Крушевцу
- у Радомиру
- у Ћустендилу или Костендилу
- у Штипу
- у Радовићу
- у Новом Пазару
- у Босни Сарајеву
- у Мостару – Ерцеговини
- у Травнику
- у Хисарџику
- у Плијевљу – Таслиџа
- у Приједору у Крајини
- у Зворнику
- у Ужицу
- у Дебарци
- у Мецову у дан. Костурској нахији
- у Клисури у Авлонској нахији
- у Локвену прилепске нахије
- у Бељови међу Воденом и Јениџе у Македонији
- у Еласони у Тесалији
- у Мајдану у босанској краини
- у Смедереву
- у Чинару у елбасанској нахији
- у Лешу
- у Ладеднику, у топличком манастиру битољске нахије
- у Призрену
- у Пироту
- у Кратову
- у Дубровнику
- у Белградчику (Белоградчик)
- у Враци
- у Берковцу
- у Србици или Чибри дан. видинске нахије
- у Патију у Македонији
- у Лариси у Тесалији
- у Разлогу

и још 8 епископија, за које се не знају тачно седиште и границе.
Као један од најјачих власника земље, црква је много допринијела рационалној обради земље и економском прогресу. Она је крчила шуме, подизала путеве и грађевине, црквене и профане и насељавала пусте крајеве колонистима. Али то велико богатство рђаво је утицало на живот црквених представника, а нарочито на виши клер који је почео да живи као и свјетовна властела. Стога се догађало да су неки заузимали висока црквена звања не само подмићивањем него и насиљем. Епископи су, осим прихода од свог пријестоног манастира и властеоских добара, имали нарочити духовни доходак од народа и свештенства у својој епархији. Тај се данак звао димница и врховина. Приходе су купили нарочити епископски изасланици звани егзарси. Они су уједно били и надзорници цркава, парохијског свештенства и религиозно-моралног народног живота. Епископије су испрва дијељене само на инорије или парохије, касније и на протопопијате. Парохијски свештеници називани су поповима. Њих су постављали обласни епископи, у споразуму с властелином мјеста. Сваки поп је добивао по три законите њиве за своје издржавање, али се многи имали и своје баштине. Осим богослужења бавили су се највише обрађивањем земље. За обављање црквених функција добивали су од народа — бир, принос у природним плодовима. Угледна и богата српска и грчка властела, нарочито у јужним крајевима имали су у својим дворовима и домаће цркве, при којима је обично постављан нарочити калуђер за обављање богослужења.

## Црквени суд
Црквени суд је био од великог угледа. Он је судио у грађанским и кривичним пословима свим људима, који су припадали црквеним властелинствима, а тих је било онда много. Духовни суд с исповиједањем вршили су нарочити исповједници, звани духовници, по одређеним окрузима. Они су испрва били из реда најугледнијих парохијских свештеника и протопопа, а касније и калуђери. Да би се затрле многе празновјерице из многобожачких времена у широким народним масама, осим црквеног законодавства и Душанов Законик је устао свом строгошћу средњовековног законодавства против празновјерица и враџбина, ископавања и спаљивања мртваца, вукодлака итд.
Проглашење Пећке архиепископије за патријаршију није у први мах изазвало протест Цариградске патријаршије, иако су тиме њени интереси били знатно окрњени. Тек послије неколико година (1350—1353), несумњиво под утицајем политичких интрига византског цара узурпатора Ивана Кантакузена, послије нових Душанових освајања на штету Византије и неуспјелих Кантакузенових покушаја да поврати изгубљене крајеве, цариградски патријарх Калист I је одлучио да изопшти цара Душана, патријарха Јанићија II и остале српске архијереје, правдајући одлуку тиме, што је тобоже скопски сабор ненадлежно установио српско царство и патријаршију. Иако је очигледно, да је одлука о изопштењу имала политички циљ, она је начинила несумњиву штету, а ни сам Душан није могао остати потпуно равнодушан према њој. Стога је он покушао да рашчисти тај спор и да измири Пећку патријаршију с Цариградском патријаршијом. Али други крупнији и важнији државни послови омели су га да своју намјеру изведе до краја.
У међувремену је 3/9. 1354. године умро први српски патријарх Јанићије II на путу за Пећ из логора Душанова код Жиче. На пријестолу га је замијенио патријарх Сава IV, који је изабран на сабору у Серу, дакле у бившој грчкој области, крајем 1354. године. Сава је надживио цареве Душана (— 20/12. 1355) и Уроша (— 2/12. 1371).

## Патријарх Сава
За његово вријеме чињени су кораци и с грчке и са српске стране да дође до измирења између цариградске и П. П. Та акција довела је најзад 1375. до повољног резултата. Први корак у томе правцу учинио је сам цариградски патријарх Калист I, који је и бацио проклетство на Србе. Он је, наиме, по споразуму с царем Иваном Палеологом, када је запријетила велика опасност од Турака, утврђених у Тракији, дошао 1364. у Сер удовици цара Душана, царици Јелени, да преко ње и цесара Угљеше потражи помоћ од Срба и уједно да поведе преговоре о измирењу цариградске и П. П. Случај је међутим хтио да се Калист ускоро разболио и умро у Серу. Опасност од Турака и овај боравак и смрт Калистова међу Србима ублажили су затегнутост односа између српске и грчке цркве, те је све више било диспозиције за коначно измирење.
Смрћу Калистовом прекинуте преговоре наставио је деспот Угљеша под утицајем грчког свештенства, пошто се прогласио самосталним господаром серске и драмске области. Он је 1368. све епархије у својим областима издвојио из П. П. и повратио их под јурисдикцију цариградског патријарха, који је драмског митрополита поставио за свога намјесника или егзарха у Угљешиној држави. Изгледа да пећки патријарх Сава IV није хтио пристати на ту трансакцију, те су преговори о томе трајали три године, али без резултата. Стога је уговор о измирењу склопљен само с Угљешом, и патријарх цариградски Филотеј свечано га је објавио у Серу маја 1371, послије повратка цара Јована Палеолога са Запада, гдје је тражио помоћ против Турака и папи обећао, да ће примити унију с римском црквом.
Угљеша је убрзо послије тога, заједно с братом Вукашином, погинуо на Марици 26/9. 1371. Провале Турака у јужне српске крајеве послије ове погибије и тешке несреће које су затим једна за другом стизале српски народ, нарочито послије смрти цара Уроша, појачавале су у народу и код многих сујевјерних представника српске цркве увјерење да су све то посљедице проклетства, те су неки писци, тога и каснијег времена, осуђивали цара Душана што се самовласно прогласио царем и поставио патријарха, а није оставио онако како је Св. Сава уредио. Ипак се терет проклетства најјаче осјећао међу многобројним српским калуђерима у Св. Гори, који су живјели измијешано с Грцима, јер Грци нису хтјели а ни смјели да служе ни да се причешћују са Србима, који су били под изопштењем, нарочито послије маричке погибије, када је сва Св. Гора поновно дошла под власт Византије.
Стога су српски светогорски калуђери узели иницијативу да се скине проклетство са српске цркве и цариградска се патријаршија коначно измири са П. П. Главни покретач те акције био је светогорски старац Исаија, родом из Полимља. Пошто је спремио терен у Цариграду, он је 1374. отишао кнезу Лазару, као најугледнијему српском господару тога времена, и обавијестио га о потреби измирења. Кнез је схватио Исаијину бригу, и послао га патријарху Сави IV. Српски патријарх је и сада једва дао свој пристанак, сматрајући клетву неправедном и злобном грчком осветом. Добивши пристанак од патријарха и од најмоћнијег господара српског Исаија је добио овлашћење и од Лазаревог државног сабора да спроведе измирење грчке и српске цркве. Снабдјевен даровима, Исаија је, у пратњи бившег проте Св. Горе Теофила и још тројице калуђера, отишао у Цариград. Цар Иван Палеолог и патријарх Филотеј, с цијелим својим сабором, примили су лијепо ово изасланство светогорских калуђера, и послије кратког савјетовања одлучено је да се скине проклетство, како с бивших царева и патријараха српских, тако и са свих живих и мртвих чланова српске цркве, да се призна каноничност потпуно самосталног и никому неподложеног српског патријарха и да се за све то тражи само обвеза: да Срби, ако опет ојачају и узму грчке крајеве, неће више збацивати с пријестола грчке митрополите и епископе, које затекну у освојеним крајевима.
О свему томе начињен је акт (томос) и одређено је, да са светогорским изасланицима иду у Србију цариградски јеромонаси Матеј и Мојсеј, који ће свечано објавити измирење цариградске и П. П. Посланици су почетком 1375. дошли у Призрен, гдје је тада становао патријарх, и ту на свечаној литургији прогласили измирење. Биограф патријарха Саве IV који је у то доба (29/4. 1375) умро, завршава опис тога догађаја ријечима: И би радост велика и весеље, јер се спојише удови с главом, и црква опет доби своје благољепије.

## Призренски акт
Призренским актом 1375. извршено је измирење грчке и српске цркве, али у самој Пећкој патријаршији није више било правога мира и реда. С падом државног јединства опадала је и губила се моћ и српске цркве. У расцјепканим и често завађеним српским државицама није могло ни у црквеној управи бити све повољно. Стога су на висока црквена достојанства чешће долазили и такви људи који ни срцем ни умом нису били дорасли своме позиву, те су сепаратистичке тежње својих политичких господара преносили и у цркву.
Јасно је било да је с падом државног јединства пало и црквено јединство, иако је Пећки патријарх по имену и даље важио као врховни поглавар цијеле српске православне цркве по свим српским земљама Душанове и Урошеве царевине. То се нарочито јасно показало приликом избора новог патријарха, послије смрти Саве IV. Дотле је патријарха бирао државни сабор са својим владаоцем; сада је међутим било више владалаца. Стога је учињен споразум између кнеза Лазара и Ђурђа II Балшића, господара Зете и Пећи, да патријарха изабере сабор самих архијереја и игумана из свих српских земаља без утицаја државних господара и њихове властеле. С тим задатком сабор се састао у Пећи крајем септембра 1375, али дуго времена није могло доћи до споразума.
Многи представници цркве, слиједећи сепаратистички дух тадашње свјетовне властеле, покушавали су и на овоме, чисто црквеном, сабору, да протуре своје личне или провинцијалне интересе. О опћим интересима није се водило рачуна. Стога су се, послије много препирке, чланови сабора сложили око предлога, да за пећког патријарха изаберу једног пустињака, чувеног старца Јефрема. Јефрем је осјетио сву тежину положаја, и тек на велико наваљивање са свих страна примио се избора 3/10. 1375. Али је он већ око 1382. морао напустити патријаршки пријесто и повукао се поновно у свој осамљени, пустињачки живот.

## Косовска битка
Послије косовске битке (1389), за владе деспот Стефана Лазаревића, који је успио да највећи дио српских земаља окупи под своју власт, наступиле су боље прилике за П. П. Истина, патријаршија је изгубила све епископије у јужним крајевима, које су, с падом под Турке, дошле под јурисдикцију охридске архиепископије, штавише, и сједиште патријарха одсада је било више у Жичи него у Пећи, али је ипак углед њихов у сређенијим државним приликама знатно ојачао. У исто вријеме почео је поновно да оживљава и духовни живот у Пећке патријаршије, да се развија црквена књижевност, архитектура и остале гране умјетности. Тада је Србија, а с њом и Пећке патријаршије, постала уточиште и страних учених и других културних људи с истока и југа, који су пред Турцима морали напустити своју отаџбину и потражити повољнији терен за свој рад. Али се и овдје, с премјештајем државног и црквеног центра на сјевер, и цијела духовна и материјална култура кретала у томе правцу, према Сави и Дунаву, док је раније, за Немањића главна њена снага била у централним и јужним крајевима српске земље. Деспот Стеван пренио је своју престоницу из Крушевца у Београд, обновио је њену мачванску митрополију, саградио је у Београду велики манастир с болницом и црквом, у коју је из Крушевца пренио моћи Св. Петке (Параскеве) и царице Св. Теофаније. Те моћи добила је 1398. у Видину његова мати, кнегиња Милица, с Угљешином удовицом, Јефимијом, од султана Бајазита. Главну своју задужбину Стефан је подигао у Ресави. То је манастир Манасија, који је оградио читавим градом за одбрану. У тај манастир доведени су образовани калуђери с разних страна, да преписују, преводе и исправљају црквене књиге. То су чувени ресавски преводитељи, чија су дјела од 15. до 17. вијека била од великог утицаја не само међу Србима него и међу Бугарима. Стефанов насљедник, деспот Ђурађ Бранковић, пошто је Београд морао да преда Мађарима (1427), саградио је на Дунаву нов град Смедерево (1430) и у њега пренијео у Цариграду набављене моћи Св. Луке еванђелисте. Уз то је Смедерево постало сједиште митрополита обновљене браничевске митрополије, а око 1456, када је и Жича пала под Турке и посљедњи српски патријарх самосталне српске државе Арсеније II, становао је у Смедереву, у томе посљедњем уточишту српске средовјечне државе и цркве, просвјете и културе.

## Турска власт
С пропадањем српске државне самосталности упоредо се гасила и самосталност П. П. Сви крајеви П. П., које су Турци постепено освајали, одузимани су од ње и подвргавани јурисдикцији охридске архиепископије, чији је архиепископ живио под турском влашћу већ од краја 14. вијека. Неколико година пред пад Смедерева под Турке (1459), обје патријархове резиденције, Пећка патријаршија и Жича, налазиле су се ван граница Србије, те је деспот Ђурађ Бранковић, послије смрти патријарха Никодима II или одласка његова за охридског архиепископа, био присиљен да пита цариградског патријарха Генадија Схоларија, да ли се може поставити нови архиепископ и патријарх и у томе случају, ако није више у његовој држави мјесто које је дотле било катедра архиепископа и патријарха. Схоларије је одговорио: Владалац мјеста и сабор епископа могу поставити архиепископа и патријарха, иако не постоји мјесто, у коме је раније била његова катедра; само у новом мјесту гдје се буде налазио архиепископ и патријарх, не може постојати други епископ. Тако је посљедњи патријарх у самосталној српској средњовјековној Србији, Арсеније II, по свој прилици раније био митрополит смедеревски, и његова је патријаршија обухватала само крајеве Србије сјеверно од Крушевца и Западне Мораве. Све остало било је под охридском архиепископијом.
Када је Смедерево пало под Турке 1459, и када је, ускоро затим, умро патријарх Арсеније II (око 1463), власт охридског архиепископа механички се проширила и на тај још преостали дио некадашње П. П. Ипак изгледа, да сви неко вријеме херцеговачки или милешевски митрополити сматрани као замјеници пећког патријарха, јер се покаткад у записима из прве четвртине 16. вијека за њих каже, да држе пријесто Св. Саве. Нешто касније, 1530. до 1541, чинио је енергичне покушаје смедеревски митрополит Павле, да обнови аутокефалну Пећку патријаршију, па је неко вријеме, помоћу турских власти успио да овлада и самом Пећи и учини да охридски архиепископ Прохор, који га је гонио и ометао у његовој тежњи, буде заточен.
Али, када је Прохору пошло за руком да се ослободи тамнице, успио је да коначно сузбије Павлову акцију: 1541. саборно га је проклео и лишио епископског чина, као и све оне које је Павле рукоположио на разна црквена достојанства, радећи на новој организацији П. П. Тако је поновно цијела српска црква дошла под власт охридске архиепископије, али само за кратко вријеме.
Већ за првих турских провала у подручје Пећке патријаршије, попаљени су и опљачкани многи манастири и цркве, нарочито по градовима и у близини главних путева. Када су Турци коначно освојили сву територију Пећке патријаршије, тада су постепено све веће и љепше цркве и манастире по градовима претварали у џамије или их разоравали, па од њихова материјала градили себи богомоље, мостове, гостионице и друге јавне зграде. Тако су на пример од митрополитске цркве и манастира у Београду начинили безистен и каравансарај.
У Скопљу су такође порушили све старе српске цркве, те се ни једна од многих цркава из доба Немањића није очувала ни као џамија. Србима су Турци остављали само мале и трошне црквице и капеле, без звона и крстова. Путници кроз српске крајеве у 16. вијеку забиљежили су, да су у Нишу тада видјели 7 џамија, а само једну малу дрвену цркву. У Сремској Митровици било је 17 џамија, а ни једна црква итд. Ни поправка старих цркава није се допуштала без великог мита, па и тада често само материјалом од старе цркве.
Звона су Турци поскидали гдје год су их нашли, те се у цркве позивало само дрвеним клепалима и гвозденим звечкама. Црквене драгоцјености су разграбљене и упропаштене тако, да је на пример путник Стефан Герлах 1578. у београдској пријестолничкој цркви нашао путир, дискос и свијећњаке само од дрва. Готово сва села и земље, метохије, које су српски владаоци и властела даривали својим задужбинама за уздржавање, Турци су узели и претворили у своје спахилуке и вакуфе. Једва је понеки већи манастир у забитнијем крају успио да код султана испослује право на уживање бар најмањега дијела својих пређашњих добара. Већина манастира је сасвим опустјела, јер калуђери, које Турци нису побили, нису могли подносити намете и насиља, те су се разбјегли које у Св. Гору, а које у врлети и планине.
Ту, далеко од турских очи, уз помоћ прибјеглог народа, градили су они мале цркве и манастириће, обично крај каквог горског извора или рјечице, да се око њих може народ слободније окупљати. Немајући имања они су се уздржавали већином од милостиње, коју су од народа добивали, те су ради тога често одлазили „у писанију”, да купе милостињу по разним крајевима српскога народа. Касније одлазили и у друге православне земље, нарочито у Румунију и Русију, одакле су поједини владаоци и властела каткада слали и веће дарове у драгоцјеностима и новцу.
Парохијско свештенство је такође много патило од Турака. Стога их је мало било, те нека села и десетинама година нису виђала свештеника. Рађало се, живјело и умирало без црквеног благослова, без тајни и обреда. У селима, гдје је било свештеника, носили су се они као и остали сељаци; разликовали су се од њих само поповском капом. Ако нису знали какав занат, они су орали и копали земљу као и други тежаци. Путници из тога доба забиљежили су да су и по већини мјестима виђали свештенике босоноге и одрпане при погребима и другим обредима. Градски свештеници живјели су нешто боље. Они су се обично бавили каквим занатом. Тако је на пример београдски прота крајем 16. вијека био по занату бојаџија, јер од малих парохијских прихода није могао живјети.
По закону су Турци признавали слободу вјероисповијести, али су у пракси свим силама настојали, да све оно што је имућније и угледније у народу прими њихову вјеру. За прост народ нису се толико отимали, јер су им били потребни поданици, раја, која ће харач плаћати и све друге терете сносити, од којих су муслимани били ослобођени.
Карактеристично је да се на територији Пећке патријаршије и у то тако тешко доба, када нигдје није било ни политичке ни црквене самосталности, и када су упропашћаване све раније културне тековине, осјећао још доста снажан духовни живот и рад на црквеној писмености. Штавише, Срби су међу првим народима, и у тако тешким приликама, похитали да искористе изум штампе. Прва српска штампарија основана је у манастиру при митрополији на Цетињу 1493, и затим у Млецима 1519, Горажди, Грачаници на Косову, Милешеви, Скадру, Београду итд. Иако су те прве српске штампарије биле кратког вијека (1493—1566), ипак су оне доста користиле не само српској цркви, него и румунској, бугарској и руској. Осим тога, међу Србима се још и тада налазило толико спремних књижевних радника, те су им Руси наручивали писање служби и похвала за своје светитеље. Тако се на пример зна, да је око 1532—1538. нарочити посланик дошао из Русије у Србију црнорисцу Аникити, званому Лав Филисоф и он је написао три похвалне ријечи руским светитељима према подацима добивеним од посланика.

## Обнова Српске патријаршије (1557)
У вези с тим духовним животом била је и стална тежња, да се обнови црквена самосталност и организова институција, која ће окупити у једну духовну заједницу све православне Србе под турском влашћу. Ранији неуспјеси у томе правцу довели су до повољних резултата у почетку друге половине 16. вијека. Тада се на султановом двору у Цариграду налазио, већ у врло угледном положају, потурчени Србин Херцеговац Мехмед Соколовић, потоњи велики везир Сулејмана Величанственог. Мехмедовом интервенцијом пошло је за руком његовому рођаку Макарију, ранијем хиландарском калуђеру, да 1557. добије од султана одобрење за обнављање самосталне Пећке Патријаршије. Охридски архиепископ био је немоћан да ишта предузме против ове акције, која је имала тако моћног заштитника на султановом двору. За првог патријарха обновљене Пећке Патријаршије постављен је сам Макарије. У састав обновљене П. П. ушле су тада не само све српске земље, које су и за царева Душана и Уроша биле саставни дио њен, него и све друге земље, у којима су Срби живјели под разним господарима или су их населили емиграцијама за вријеме турске инвазије. Тако је обновљена П. П., поред своје старе територије у Јужној и Сјеверној Србији и Црној Гори, обухватила још двије епархије у данашњој Бугарској (Ћустендил и Самоков), цијелу Босну и Херцеговину с Далмацијом, Сријем и Славонију с Хрватском, Банат и Бачку с Барањом, све до више Будима, Темишвара и Арада, гдје су се, бјежећи пред Турцима, населили многи православни Срби. Охридској архиепископији остали су само крајеви јужно од Тетова, Скопља, Велеса и Штипа (Охрид, Битољ, Прилеп, Кавадар и Струмица. Тако су први пут готово сви Срби дошли у једну народно-црквену заједницу, која је стекла ванредних заслуга не само за очување и проширење православља, него и за одржање и развијање српске националне свијести.
Патријарх српски Макарије приступио је одмах уређењу своје патријаршије, у смислу права и повластица, које су имали и цариградски патријарси у Турској. Та права и повластице признавали су српског патријарха не само врховним духовним поглавицом у подручју Пећке Патријаршије, него, у неку руку, и свјетовним старјешином свога народа. Пећ је поновно узета за сједиште српских патријарха, обновљене су многе опустјеле епархије и подигнуто је неколико нових, нарочито по Угарској и Славонији. Опустјели, оробљени и попаљени манастири почели су се опорављати и пунити калуђерима; а подизани су и нови, нарочито у Сјеверној Србији под планинама Овчаром и Кабларом, по Босни, Сријему, Угарској, Славонији и Хрватској. Ускоро се умножио и број преписивача црквених књига, пошто су штампарије, силом тешких прилика, морале прекинути свој рад. Од тих преписивача сачувано је много и умјетнички израђених рукописа по разним српским крајевима и многим страним библиотекама. Под утицајем Макаријеве акције уопште заструјао је нов живот по цијелом српском народу и добио је полета.

## Борба за ослобођење од Турака
Послије Макаријеве смрти (1574) његови насљедници почели су постепено да се заносе и мишљу о политичком ослобођењу од Турака. Патријарх Јован (1592—1614) ступио је ради тога у односе са западним владаоцима. За његово вријеме, почетком 1594, подигли су банатски Срби, под духовним водством вршачког епископа Теодора, устанак против Турака, носећи на заставама лик Св. Саве; али не добивши помоћи, морали су капитулирати и селити се у Ердељ. 1597. подигао је у Херцеговини устанак знаменити војвода Грдан, помаган од херцеговачког митрополита Висариона. И тај је устанак угушен, али се од тога доба јављају све више ускоци и хајдуци, који стално узнемирују Турке и припремају терен за ослобођење. У великој тежњи за ослобођењем народа од Турака пећки патријарси и поједини њихови епископи ступали су често у пријатељске односе и с римским папама, који су у то доба и касније често подстицали западне владаоце на крсташки рат против Турака, али су патријарси и директно преговарали с појединим западним кнежевима и владаоцима. Од свих тих преговора није било ништа, јер су тада и на западу политичке прилике биле врло неповољне, те нико није могао приступити акцији за протјеривање Турака. Стога је Патријарх српски Пајсије I (1614—1647), који је неко вријеме и сам водио преговоре с Римом, почео обраћати већу пажњу на православну Русију, и с њом је дошао у везу, прво преко вршачког митрополита Антонија (1632), а затим преко скопског митрополита Симеона, који је 1641. отишао у Москву и израдио царску даровницу катедралној цркви. Патријарх српски Гаврило I (1648—1655), позван у политичкој мисији од молдавског војводе Матеја Бесарабе да посредује за мир између њега и хетмана Богдана Хмељницког, прешао је касније и лично у Русију, али су га Турци ради тога, кад се вратио, ухватили, затворили и погубили 30/8 1659. Најживље учешће у раду на ослобођењу Срба од Турака имали су патријарси Арсеније III Црнојевић (1674. до 1690) и Арсеније IV Јовановић (1725. до 1739). Аустријски наступ, помоћу српских устаника, у Јужној Србији 1689. и њихово освајање Скопља, Призрена и Пећи одлучило је патријарха Арсенија III, да се придружи аустријској војсци и да позове народ на борбу с Турцима за ослобођење. Али аустријски неуспјеси присилили су га почетком 1690, да се с патријарашким драгоцјеностима, с епископима, калуђерима и неколико десетина хиљада народа, уклони пред турском осветом, јер су се Турци, у огорчењу на рају, која се на њих дигла, грозно осветили свакому Србину устанику, који би им пао у руке. Стога су тада опустјели многи крајеви, нарочито око Пећи, Призрена и Приштине, које су ускоро Арнаути населили. Многа српска села, цркве и манастири пропали су и уништени су том приликом.
Обезглављену Пећку Патријаршију спасио је тада од пропасти нови патријарх Калиник I (1691—1710), који је успио да умири Турке. Али живот је бивао све тежи, нарочито послије 1737, када је, за вријеме новог аустријско-турског рата 1737. до 1739, под притиском тешких прилика, у жељи за ослобођењем, подигао устанак и patrijarh Арсеније IV, па послије неуспјеха с нешто народа једва жив избјегао под аустријску власт.

## Грци патријарси
Отуда Турци нису имали више вјере у Србе, те су, у споразуму с цариградским патријарсима, почели постављати Грке за пећке патријархе. Први Грк патријарх П. П. био је Јоаникије III Караџа, који се спомиње као српски патријарх до 1746, касније као халкидонски митрополит и најзад 1760 као цариградски патријарх. Грци патријарси постављали су и за епископе само Грке, те су заједно глобили српски народ и пљачкали цркве и манастире. Утицај Грка Фанариота учинио је, да су се отуда и на пећком патријаршком пријестолу врло брзо мијењали патријарси, као што је то већ од 17. вијека био обичај на цариградском и охридском пријестолу. Стога се за не пуна три деценија, послије бијега патријарха Арсенија IV, од 1737—1766 на пећком пријестолу измијенило 10 патријарха, 5 Грка и 5 Срба. Све је то учинило, да је углед пећких патријарха у другој половини 18. вијека сасвим пао, и да се П. П. силно задужила државној благајници и приватним вјеровницима. То тешко стање П. П. искористио је енергични цариградски патријарх Санмило I (1763—1768) за своје циљеве, и спремио је терен, да укине аутокефалност П. П. и да све њено подручје подвргне својој јурисдикцији. Посљедњи Србин пећки патријарх био је Василије Јовановић-Бркић, родом из Сријемских Карловаца (1763—1765). Њега су Грци оптужили пред турским властима као уходу и издајника, те је априла 1765 послан у прогонство на острво Кипар, а на његово место послат је из Цариграда Грк Калиник II.

## Укидање Пећке патријаршије
Непосредно по преузимању управе, Калиник II је у споразуму с цариградским патријархом Самуилом предузео кораке ка укидању патријаршије. Описавши тешко материјално стање П. П., заједно с осталим Грцима епископима П. П., предложио је султану, да се П. П. укине и сједини с цариградском. Самуило је успио да увјери султана, да је укидање П. П. и њено сједињење с цариградском патријаршијом потребно и из државних интереса, јер ће државна благајна моћи уредно добивати прописани данак за П. П. и утјерати сав заостали дуг, а уз то ће Грци епископи умјети боље чувати Србе у вјерности султану, него њихови епископи, који су увијек показивали склоност аустријскому цесару и рускому цару. Пред таковим разлозима султан Мустафа III је 13/9 1766 издао ферман, којим се укида П. П., с тим, да сав њен дуг плати цариградска патријаршија и убудуће, одвојеном сумом од свога данка, редовно плаћа годишњи данак, одређен за територију укинуте П. П.
Послије укидања П. П. сви њени митрополити и епископи српске народности скинути су са својих катедара, а на њихова мјеста су постављени Грци, који су брзо од српских цркава, свештенства и народа наплатити дуг и данак П. П., па затим покупили дарове за цариградску патријаршију и обогатили себе. Српски митрополити и епископи укинуте П. П., њих девет (штипски, самоковски, скопски, нишки, ново-пазарски, ужички, херцеговачки, босански и београдски), молили су, преко црногорског владике Василија Петровића, заштиту руске цркве и државе, и тражили су да се П. П. одржи. Али се тада на руском двору радило на грчком пројекту (на обновљењу Византије), и српски вапаји су остали без успјеха. Грци су, међутим, одмах узели власт у своје руке на подручју укинуте П. П. Патријарх Василије Бркић отишао је у Русију, гдје је умро 1772, а Срби епископи остали су дијелом у заточењу, дијелом су се сами повукли у Св. Гору или друге манастире, и помрли су као изгнаници. Њихова мјеста заузели су готово сами Грци. А да би се сасвим затро и траг П. П., у Пећи није постављен епископ, већ је патријаршки манастир, с цијелом старом хвостанском епархијом, потчињен је призренском митрополиту.
Патријархе у обновљеној П. П. бирао је збор српских митрополита, епископа, игумана и других црквених и народних представника. Изабраног је султан бератом потврђивао. Да се спријече злоупотребе и нереди послије смрти патријархове, неки су патријарси још за свога живота, у договору с црквеним и народним представницима, бирали себи насљедника. Тако је поступио већ први патријарх Макарије, уступивши још за живота свој пријесто Антонију. Слично је учинио у 17. вијеку и Максим с Арсенијем III, а у 18. вијеку Мојсије Рајовић с Арсенијем IV. Но за ратних и других ванредних прилика и сами су Турци, а касније цариградски патријарси у споразуму с Турцима, постављали пећке патријархе. Патријарси су имали дужност, да за своје именовање положе у државну благајну 2.000 дуката (у 16. вијеку), и уз то да дају прописани годишњи данак за П. П. (од 100.000 гроша у 18. вијеку). Осим тога, приликом сваке промјене на царском пријестолу морали су и патријарси, као и сви државни чиновници, обнављати берате на своје достојанство и зато плаћати посебну таксу. Као врховне народне старјешине и у свјетовним пословима, патријарси су били одговорни султанима и за вјерност и оданост поданика своје вјере.
У почетку 17. вијека пећки су патријарси имали неко вријеме под својом влашћу око 40 митрополија и епископија, али за ратова и расељивања народног, током 17. и 18. вијека, пропала је готово половина тих епархија. Стога су послије мира код Пожаревца 1718, када је Аустрија добила и велики дио сјеверне Србије, биле само 22 српске епархије. Само 10 од тога броја потпадало је директно под П. П., а 12 под нешто касније (1726) удружену београдско-карловачку митрополију под аустроугарском влашћу. Београдским миром (1739) постали су Дунав и Сава сјеверне границе између Турске и Аустрије, па уједно и између П. П. и карловачке митрополије. Отада, па до коначног укидања, П. П. је имала 13 епархија, и то: 6 у Србији (Београд, Ваљево, Ниш, Нови Пазар, Призрен, Скопље и Штип), по 2 у данашњој Бугарској (Ћустендил и Самоков) и Босни (Сарајево и Зворник), а по 1 у Црној Гори (Цетиње) и Херцеговини (Мостар).

## Канонски прописи
Као врховне црквене старјешине, патријарси су имали готово неограничено право, да у смислу канонских прописа управљају цијелом српском црквом у границама П. П., да постављају и збацују митрополите и епископе, да надзиру њихов рад и да им суде за преступе. То је обично чињено у споразуму с Архијерејским Сабором, који се једанпут или двапут годишње састајао. Али су поједини патријарси обављали све то и сами. Бивало је међутим случајева, да су за епископе постављани и изабраници самог народа и свештенства појединих епархија. Патријарх је и иначе сазивао епископе на савјет, а по потреби и народне прваке. С њима је одмјеравао порез на народ, од кога се имао плаћати патријарашки харач султану; с њима је вијећао и закључивао о свим важнијим црквеним и народним, просвјетним и културним потребама. Из тога обичаја развили су се касније српски црквено-народни сабори у карловачкој митрополији под аустроугарском влашћу. За јачање вјерске и народне свијести од особите је користи био обичај, да патријарси лично похађају своју патријаршију, те да залазе и у малена села, да служе свечана архијерејска богослужења, да читају народу молитве, уче га и савјетују. А народ их је зато даривао стоком, ћилимима, чарапама и другим производима. На својим посјетима патријарси су јахали на коњу, богато украшеном; у љевици су држали узду а десницом су благосиљали народ, који је пред њима падао на кољена. Пред патријархом су ђакони носили велики патријарашки крст, а за њим жезло. У обичним приликама патријарха су пратила по два каваза (оружане слуге), а када је ишао у пастирску посјету у народ, имао је велику оружану пратњу на коњима и пјешице. Народ се односио према патријарху са страхопоштовањем и бојао се нарочито његове клетве (анатеме), коју су они бацали на непокорне и непоправљиве гријешнике, и давали их свечано по црквама проглашивати.
Као свјетовне народне старјешине (милет-баше), имали су патријарси и епископи право, да суде и свјетовњацима, не само у брачним, опоручним и насљедним пословима, него и у многим другим грађанским споровима. На таквим судовима обично се настојало, да се парничари измире и нагоде; ако то није пошло за руком, црквени су се представници, осим казне глобом и тамницом, служили и разним другим казнама, па и проклетством. При суђењу су се ослањали највише на обичајно право, а затим на крмчију и Душанов Законик. За извршење пресуда имали су и своју полицију, кавазе. Као народни старјешине патријарси и њихови епископи били су уједно и главни посредници и заступници Срба код турских власти, а по потреби и њихови заштитници од обијести несавјесних чиновника и спахија. У свјетовним стварима патријарсима је могао судити само царски суд у Цариграду, а по закону, без њихова знања и одобрења, нитко није смио затворити српског свештеника. Али је у турској администрацији, нарочито 17. и 18. вијека, и у томе било великих злоупотреба, па је на пр. патријарх Атанасије I, на приватну тужбу једног човјека, држан затворен у кули Небојши код Београда неколико мјесеци (1711). Патријарси су били законити насљедници не само свих епископа, него и свих Срба у П. П., који умиру без насљедника и без опоруке. Постепено је ушло у обичај, нарочито код Срба под аустроугарском влашћу у 18. вијеку, да имућнији људи на самрти завјештају за своју душу понешто и П. П., коју су избјеглице увијек поштовали, као једини остатак некадашње славе и моћи, те су јој слали богате дарове, и поред строгих забрана аустријских власти, и по својим црквама држали нарочите кутије за купљење прилога у корист П. П.

## Српски патријарси (1346—1766)
|     | Године       | Патријарх                                           |
| --- | ------------ | --------------------------------------------------- |
| 1.  | 1338—1354.   | архиепископ, од 1346. патријарх српски Јоаникије II |
| 2.  | 1354—1375.   | патријарх српски Сава IV                            |
| 3.  | 1375—1379.   | патријарх српски Јефрем                             |
| 4.  | 1379—1389.   | патријарх српски Спиридон                           |
| -   | 1389—1390.   | поново патријарх српски Јефрем                      |
| 5.  | 1390—1396.   | патријарх српски Данило III                         |
| 6.  | 1396—1406.   | патријарх српски Сава V                             |
| 7.  | 1406.        | патријарх српски Данило IV                          |
| 8.  | 1407—1419.   | патријарх српски Кирило I                           |
| 9.  | 1420—1435.   | патријарх српски Никон                              |
| 10. | 1446.        | патријарх српски Теофан                             |
| 11. | 1446—1453.   | патријарх српски Никодим II                         |
| 12. | 1453—1463.   | патријарх српски Арсеније II                        |
| *   | 1526—1541.   | патријарх српски Павле I (покушај обнове)           |
| 13. | 1557—1571.   | патријарх српски Макарије                           |
| 14. | 1571—1575.   | патријарх српски Антоније                           |
| 15. | 1575—1586.   | патријарх српски Герасим                            |
| 16. | 1587.        | патријарх српски Саватије                           |
| 17. | нема податка | патријарх српски Никанор I (из поменика)            |
| 18. | 1589—1591.   | патријарх српски Јеротеј                            |
| 19. | 1591—1592.   | патријарх српски Филип                              |
| 20. | 1592—1614.   | патријарх српски Јован                              |
| 21. | 1614—1647.   | патријарх српски Пајсије I                          |
| 22. | 1648—1655.   | патријарх српски Гаврило I                          |
| 23. | 1655—1674.   | патријарх српски Максим I                           |
| 24. | 1674—1690.   | патријарх српски Арсеније III                       |
| 25. | 1691—1710.   | патријарх српски Калиник I                          |
| 26. | 1711—1712.   | патријарх српски Атанасије I                        |
| 27. | 1712—1725.   | патријарх српски Мојсије I                          |
| 28. | 1725—1737.   | патријарх српски Арсеније IV                        |
| 29. | 1739—1746.   | патријарх српски Јоаникије III                      |
| 30. | 1747—1752.   | патријарх српски Атанасије II                       |
| 31. | 1752.        | патријарх српски Гаврило II                         |
| 32. | 1752.        | патријарх српски Гаврило III                        |
| 33. | нема податка | патријарх српски Викентије I                        |
| 34. | нема податка | патријарх српски Пајсије II                         |
| 35. | нема податка | патријарх српски Гаврило IV                         |
| 36. | 1758—1763.   | патријарх српски Кирило II                          |
| 37. | 1763—1765.   | патријарх српски Василије I                         |
| 38. | 1765—1766.   | патријарх српски Калиник II                         |